# VHS J1256-1257
VHS J1256-1257 är en ung trippelstjärna i norra delen av stjärnbilden Korpen. Den har en kombinerad skenbar magnitud av ca 17,76 och kräver ett kraftfullt teleskop för att kunna observeras. Baserat på parallax enligt Gaia Data Release 3 på ca 47,3 mas, beräknas den befinna sig på ett avstånd på ca 69 ljusår (ca 21 parsek) från solen. Den rör sig närmare solen med en heliocentrisk radialhastighet på ca –1,5 km/s.

## Egenskaper
Primärstjärnan VHS J1256–1257 A är en brun dvärgstjärna i huvudserien av spektralklass M7.5 V. Den har en massa som är ca 94 jupitermassor, en radie som är ca 0,24 jupiterradier och har ca 0,0011 gånger solens utstrålning av energi från dess fotosfär vid en effektiv temperatur av ca 2 600 K.
Systemet består av dubbelstjärnan VHS J1256–1257AB med två stjärnor med lika massa och den avlägsna planetariska följeslagaren VHS 1256–1257 b. År 2022 upptäcktes en kontinuerlig radioemission från strålningsbälten som omger VHS J1256–1257.

## Planetsystem
VHS 1256–1257 b identifierades och dokumenterades första gången av 2MASS-undersökningen 2015. Den kretsar på ett avstånd av 102 ± 9 AE och har en uppskattad massa på ungefär 19 ± 5 jupitermassor, vilket är under den minimimassa som krävs för termonukleär kärnfusion av deuterium.
Planeten är kolrik, med ett C/O-molförhållande som överstiger 0,63, och dess temperatur har uppmätts till 1 380 ± 54 K. VHS 1256-1257 b:s rotationsperiod har uppmätts till 22,04 ± 0,05 timmar, vilket är ovanligt lång för substellära objekt.
Observationer med Hubble Wide-Field Camera 3 nära-infraröda tidsserier av spektroskopiska observationer visade att VHS 1256 b varierade med 19,3 procent vid våglängden 1,1 och 1,7 μm med en period av 8,5 timmar. Med 1,27 μm-filtret var amplituden ännu högre på 24,7 procent. Detta är den största amplituden för något substellärt objekt till och med 2022, vilket placerar det i mitten av infrarött. Senare studier med rymdteleskopet Hubble har gett ännu högre ljusstyrkevariabilitet på 33-37 procent utan bestämd period, vilket tyder på närvaro av både fläckar och vågor.
| Planet | Massa          | Halv storaxel (AE) | Siderisk omloppstid (år) | Excentricitet   | Inklination | Radie |
| ------ | -------------- | ------------------ | ------------------------ | --------------- | ----------- | ----- |
| b      | ≥11,8 ± 0,2 MJ | 360 +110 −150      | 17 000 +8 000−11000      | 0,73 +0,09−0,10 | 26 ± 12°    | -     |